# دانشگاه کاتولیک پونتیفیکال مینا ژرایس
دانشگاه کاتولیک پونتیفیکال مینا ژِرایس (انگلیسی: Pontifícia Universidade Católica de Minas Gerais) یک دانشگاه کاتولیک خصوصی و غیرانتفاعی در شهر بلوهوریزونته در ایالت مینا ژرایس برزیل است. در سال‌های ۲۰۰۶ و ۲۰۱۰ این دانشگاه به عنوان بهترین دانشگاه خصوصی برزیل برگزیده شد. این دانشگاه زیر حمایت اسقف اعظم بلوهوریزونته قرار دارد.

## مرور
این مؤسسه عالی دارای بیش از ۱۰۰ دستگاه ساختمان، از جمله کتابخانه‌های گوناگون، آزمایشگاه‌ها، موزه، یک کانال تلویزیونی، مراکز مولتی مدیا، تئاتر، بیمارستان دامپزشکی، درمانگاه روان درمانی و غیره است. این دانشگاه از وزارت آموزش برزیل نمره ۴ را کسب کرده‌است که نشانگر فعالیت‌های آموزشی سطح بالاست. بالاترین نمره ۵ است که تقریباً تنها به دانشگاه‌های دولتی داده می‌شود. در سال ۲۰۰۳ این دانشگاه به نخستین دانشگاه مجهز به آزمایشگاه پژوهش‌های اقلیمی تبدیل شد.
هدف این مرکز پیش‌بینی سه روزه آب و هوا در ۸۵۳ شهرستان ایالت میناس گرایس است. وظایف دیگر آن عبارتند از هشدار دربارهٔ طوفان‌های شدید و پیشگویی آب و هوا از دیدگاه کشاورزی، صنعت و گردشگری است.

## پردیس
به جز مرکز اداری در ناحیه کوراسائو اوکاریستیکو در بلوهوریزونته، این دانشگاه در نواحی باریرو و سائو گابریل و در شهرهای آرکوس، بتیم، کونتاگم و چند شهر دیگر نیز دارای پردیس است.